# 하디 호스로샤히

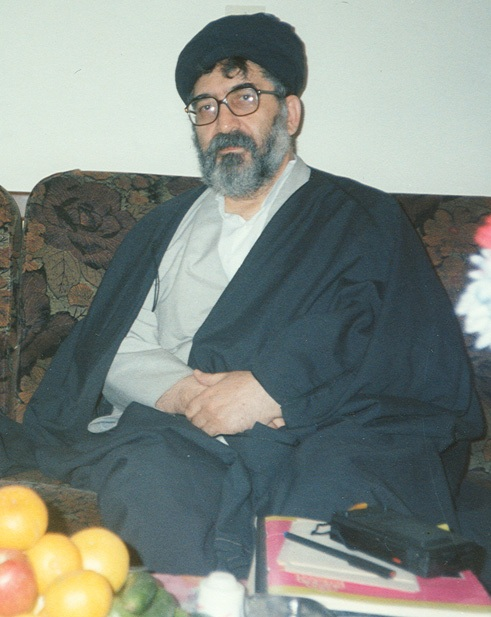
2005년의 호스로샤히

하디 호스로샤히(페르시아어: سید هادی خسروشاهی, 1939년 ~ 2020년 2월 27일)는 이란의 성직자 · 외교관이다. 이란 최초의 바티칸 시국 대사로 재직했었다. 그는 서방 정보국에 의해 로마에 기반을 둔 무슬림 극단 주의자들의 비밀 유럽 네트워크를 구축한 것으로 의심되었다.
2020년 2월 27일에 코로나바이러스감염증-19로 사망했다.